# Головиріна
Голови́ріна (рос. Головырина) — присілок у складі Білоярського міського округу Свердловської області.
Населення — 31 особа (2010, 59 у 2002).
Національний склад станом на 2002 рік: росіяни — 95 %.